# Kurt von Morgen
Kurt Ernst von Morgen (Neissei, 1. studenog 1858. -  Lübeck, 25. veljače 1928.) je bio njemački general i vojni zapovjednik. Tijekom Prvog svjetskog rata zapovijedao je s I. pričuvnim korpusom i XIV. pričuvnim korpusom na Istočnom i Zapadnom bojištu. 

## Vojna karijera
Kurt von Morgen rođen je 1. studenog 1858. u Neissei (danas Nysa u Poljskoj). Vojnu karijeru započeo je 1878. kao kadet u Wahlstattu. Godine 1889. sudjeluje u prvoj kamerunskoj ekspediciji nakon čega jedno vrijeme radi u ministarstvu vanjskih poslova. U Kamerun se vraća 1894. kada sudjeluje u drugoj kamerunskoj ekspediciji, da bi nakon toga 1896. kao vojni promatrač britanske armije sudjelovao u britanskoj ekspediciji u Sudanu. Godine 1897. postaje vojni ataše pri Otomanskom carstvu, da bi 1901. s činom bojnika služio u Glavnom stožeru. Od 1902. služi i zapovijeda u raznim vojnim jedinicama, da bi u siječnju 1912. bio unaprijeđen u general bojnika, te postao zapovjednikom 81. brigade smještene u Lübecku. 

## Prvi svjetski rat
Na početku Prvog svjetskog rata Morgen je postao zapovjednikom 3. pričuvne divizije koja se nalazila u sastavu 8. armije na Istočnom bojištu. Zapovijedajući navedenom divizijom sudjeluje u Bitci kod Tannenberga, nakon koje je promaknut u čin general poručnika. U studenom 1914. Morgen postaje zapovjednikom I. pričuvnog korpusa zamijenivši na tom mjestu Otta von Belowa. Zapovijedajući navedenim korpusom sudjeluje u Prvoj bitci na Mazurskim jezerima, te Bitci kod Lodza. S I. pričuvnim korpusom Morgen sudjeluje u sastavu 9. armije u invaziji na Rumunjsku. U proljeće 1918. Morgen s I. pričuvnim korpusom sudjeluje u Bitci na Matzu četvrtom njemačkom napadu u Proljetnoj ofenzivi. U kolovozu 1918. preuzima zapovjedništvo nad XIV. pričuvnim korpusom kojim zapovijeda sve do siječnja 1919. godine.

## Poslije rata
U siječnju 1919. Morgen je premješten u pričuvu, da bi u siječnju 1920. bi unaprijeđen u generala pješaštva. Zadnjih godina života Morgen je živio u Lübecku gdje je i preminuo 15. veljače 1928. godine u 70. godini života.

## Vanjske poveznice
(eng.) Kurt von Morgen na stranici Prussian Machine.com

(njem.) Kurt von Morgen na stranici Deutschland14-18.de  Arhivirana inačica izvorne stranice od 2. travnja 2016. (Wayback Machine)